# Frankenstein (film fra 1910)
 For alternative betydninger, se Frankenstein (flertydig). (Se også artikler, som begynder med Frankenstein)
Frankenstein er en stumfilm fra 1910 produceret af Edison Studios og skrevet og instrueret af J. Searle Dawley. Det er den første filmatisering af Mary Shelleys Frankenstein.
Filmen var formodet tabt i mange år, indtil man fandt en kopi af filmen i 1980'erne.

## Rolleliste
Augustus Phillips spiller Dr. Frankenstein, Charles Ogle monsteret og Mary Fuller doktorens forlovede.

## Indspilning
Det er blevet påstået at denne film er blevet optaget nær Whitstable jernbanestation i Kent, England, men der findes få beviser som understøtter påstanden.

## Plot
Frankenstein er en ung medicinstudent. Han forsøger at skabe det perfekte menneske, men ender med et monster som undslipper. Han bliver syg og bliver plejet af hans forlovede. På bryllupsnatten bliver han opsøgt af monsteret. Der opstår en slåskamp , og monsteret ser sig pludselig i et spejl. Han bliver skræmt og løber væk. Han kommer senere tilbage, og finder bruden alene i sit rum. Kvindens skrig får Frankenstein til at komme, og der opstår en ny slåskamp, hvor monsteret løber ud, overvældet af Frankensteins kærlighed til sin kone.
Slutningen på denne film er en mystisk tolkning af romanen og findes ikke i nogen anden Frankenstein film.

## Opfølger
I 1915 kom opfølgeren til filmen, kaldt Life Without Soul. I tillæg kom det en europæisk filmversion.

## Bogen
I 2003 blev denne filmversion af Frankenstein lavet til en 40-siders grafisk roman, skrevet af Chris Yambar med illustrationer af Robb Bihun. Den fik navnet Edison's Frankenstein 1910. I filmens ånd er den tegnet i sort-hvid og er kun fortalt gennem fortællingen uden nogen dialog.